# Jacques Loeillet
Jacques Loeillet, także Jacob (ochrzczony 7 lipca 1685 w Gandawie, zm. 28 listopada 1748 tamże) – flamandzki kompozytor i oboista.

## Życiorys
Młodszy brat Jeana Baptiste’a Loeillet of London. Początkowo był oboistą na dworze księcia elektora bawarskiego Maksymiliana II Emanuela w Monachium. W 1727 roku wyjechał do Paryża, gdzie działał w orkiestrze króla Ludwika XV w pałacu wersalskim. W 1746 roku wrócił do rodzinnej Gandawy.
Opublikował 6 sonat na 2 flety lub skrzypce (Paryż 1728) i 6 sonat na flet lub skrzypce i basso continuo (Paryż 1728). Przypisuje się mu także autorstwo dwóch koncertów obojowych.